# 猴耳环小光壳炱
猴耳环小光壳炱（学名：Asteridiella pithecellobii）是属于小煤炱目小煤炱科小光壳炱属的一种真菌，寄生在猴耳环属植物上。该种分布于台湾。